# موتور نياز ناروئي (بمبور الغربي)
موتور نياز ناروئي (بالإنجليزية: Mowtowr-e Neyaz Naruyi)‏ هي منطقة سكنية تقع في إيران في سيستان وبلوتشستان. يقدر عدد سكانها بـ 63 نسمة .